# 布謝爾海崖
71°28′S 67°36′W / 71.467°S 67.600°W
布謝爾海崖（英語：Bushell Bluff），是南極洲的海崖，位於帕爾默地西岸，處於諾曼冰川以南，由英國南極名稱諮詢委員會命名，現時由南極條約體系管理。